# 卓瑞爾河岸天文台
卓瑞爾河岸天文台（英語：Jodrell Bank Observatory，也称焦德雷尔班克天文台）是一个位于英国柴郡的天文台，擁有許多射電望遠鏡，作為曼徹斯特大學喬德雷爾班克天文物理中心的一部分。 該天文台由該大學的射電天文學家伯納德·洛弗爾 (Bernard Lovell) 於 1945 年建立，其目的是在第二次世界大戰期間從事雷達工作後研究宇宙射線。 此後，它在流星體、類星體、脈衝星、邁射、和重力透鏡的研究中發揮了重要作用，並在太空時代初期積極參與了太空探測器的追蹤。
天文台的主要观测设施是洛弗爾望遠鏡。 其直徑為250英尺（76），使其成為世界第三大可操縱電波望遠鏡。 天文台還有另外三台活躍的望遠鏡； 馬克II (電波望遠鏡)(Mark II) 以及42英尺（13）和7（23英尺）直徑射电望远镜。 卓瑞爾河岸天文台是多元射电联合干涉网 (MERLIN) 的基礎，該網路是曼徹斯特大學代表科學和科技設施委員會運營的國家設施。
卓瑞爾河岸遊客中心和植物園位於下威辛頓，洛弗爾望遠鏡和天文台位於古斯特里（Goostrey）和霍姆斯查珀爾附近。 可從A535公路到達天文台。 克魯至曼徹斯特線(Crewe–Manchester line)鐵路經過該站點，古斯特里車站距離酒店不遠。2019年獲列入世界遺產。

## 历史
該地址於 1945 年首次用於天文物理學，當時伯納德·洛弗爾 (Bernard Lovell) 使用了一些二戰遺留下來的設備（包括砲兵雷達）來研究宇宙射線。該設備為工作波長為4.2 m的GL II雷達系統，由天文學家詹姆斯·史坦利·海伊 (J. S. Hey)提供。他打算在曼徹斯特使用這些設備，但牛津路電車的電磁干擾阻止了他這樣做。 1945 年 12 月 10 日，他將設備移至城南 25英里（40）處的卓瑞爾河岸。洛弗爾的主要研究是瞬態射電回波，他在 1946 年 10 月確認回波來自電離流星軌跡。 第一批工作人員是阿爾夫·迪恩和弗蘭克·福登，他們用肉眼觀察流星，而洛弗爾則使用設備觀察電磁訊號。 洛弗爾第一次打開雷達時是在 1945 年 12 月 14 日，當時雙子座流星雨達到了最大值。
1951年和1964年其1号和2号射电望远镜相继竣工投入使用。

## 參看
- 帕瑞纳天文台
- 拉西拉天文台
- 托洛洛山美洲际天文台
- 甚大望远镜
- 欧洲极大望远镜